# Lynch Mob
Lynch Mob ist eine Rockband des Gitarristen George Lynch. Er gründete sie 1989 nach seiner Trennung von Dokken.

## Werdegang
Lynch gründete nach der ersten Trennung von Dokken gemeinsam mit dem Dokken-Schlagzeuger Mick Brown die Gruppe Lynch Mob und orientierte sich musikalisch um: Die Texte behandelten andere Themen als bei Dokken, die Musik wurde ausgefeilter, die Gitarren vordergründiger. Die Band, bestehend aus Lynch, Oni Logan (Gesang und Harmonika), Anthony Esposito (Bass) und Mick Brown (Schlagzeug), veröffentlichte ihr Debütalbum mit dem Titel Wicked Sensation im Jahr 1990 bei Elektra Records und wurde von Max Norman und Lynch Mob produziert. Das Album war recht erfolgreich und schaffte es bis auf Platz 46 der Billboard 200, es konnte sich 23 Wochen in den Charts halten.
Das zweite Album, das den einfachen Titel Lynch Mob erhielt, erschien nach einem Sängerwechsel im Jahr 1992. Den Gesang übernahm Robert Mason; das Album, das Keith Olsen produziert hatte, enthielt eine Coverversion des Queen-Songs Tie Your Mother Down. Auch dieses Album erreichte die Charts, hatte aber weniger Erfolg als sein Vorgänger, was vor allem dem aufkommenden Grunge zuzurechnen ist. Nach einer der Veröffentlichung folgenden Tournee kehrten Lynch und Brown zu Dokken zurück und lösten Lynch Mob auf.
Nach seinem 1995 begonnenen erneuten Engagement bei Dokken startete Lynch das Projekt Lynch Mob 1998 erneut, diesmal mit dem Album Smoke This, das in komplett anderer Besetzung aufgenommen wurde und mit dem Lynch den Versuch unternahm, Elemente aus Hip-Hop, Industrial und anderen Sounds mit Rocksongs zu kombinieren. Das Album war kommerziell nicht erfolgreich, unter anderem auch deshalb, weil es Lynch nicht mehr gelang, ein Majorlabel für seine Gruppe zu interessieren; ein weiterer Grund war, dass die Fans die Richtungsänderung nicht mittragen wollten und sich von der Gruppe abwandten.
Enttäuscht vom Misserfolg dieses Versuchs nahm Lynch ein anderes Projekt in Angriff: Gemeinsam mit dem ehemaligen Dokken-Bassisten Jeff Pilson, der inzwischen bei Dio spielte, und dem Schlagzeuger Michael Frowein nahmen sie als „LP“ (Lynch/Pilson) das Album Wicked Underground auf, das 2003 erschien.
Im selben Jahr versammelte Lynch noch einmal Robert Mason, Anthony Esposito und Schlagzeuger Michael Frowein um sich, um mit ihnen als Lynch Mob das Album REvolution aufzunehmen. Die darauf enthaltenen Stücke stammten allesamt aus Lynch' Vergangenheit bei Dokken und mit Lynch Mob; die Gruppe nahm sie alle erneut auf, um ihnen ein zeitgemäßeres und modernes Gewand zu geben.
2009 erschien ein weiteres Lynch-Mob-Album namens Smoke and Mirrors, das von Lynch, Oni Logan, Bassist Marco Mendoza und Schlagzeuger Scot Coogan, der Mitglied bei Nikki Sixx’ Band Brides of Destruction gewesen war, aufgenommen wurde. Im Januar 2011 war die Band auf Tournee, wobei Robbie Crane (Ratt) Bass und Mick Brown Schlagzeug spielte. 2012 nahm Lynch Mob eine EP mit dem Titel Sound Mountain Sessions auf. Dieser Veröffentlichung folgten die Alben Sun Red Sun (2014), Rebel (2015) und Brotherhood.
Zum dreißigsten Jubiläum ihres Debütalbums nahm die Gruppe in der Besetzung Logan, Crane, Lynch und Brian Tichy 2020 das komplette Album noch einmal auf, wobei Arrangements geändert wurden. Das Album erschien unter dem Titel Wicked Sensation Reimagined bei Online-Musikdiensten, auf Musikkassette, CD sowie auf Schallplatte. George Lynch kündigte bei der Promotion des Albums an, dass er unter dem Namen Lynch Mob keine weiteren Aufnahmen realisieren wolle, sondern das Kapitel mit diesem Album abschließen werde.
Entgegen dieser Aussage erschien im Oktober 2023 bei Frontiers Records das Album Babylon.

## Diskografie
- Wicked Sensation; Elektra Records, 1990
- Lynch Mob; Elektra Records, 1992
- Smoke This; Dreamcatcher, 1998
- REvolution; Deadline Records, 2003
- Smoke and Mirrors, Frontiers Records, 2009
- Sound Mountain Sessions (EP), Rat Pak Records, 2012
- Sun Red Sun; Rat Pak Records, 2014
- Rebel; Frontiers Records, 2015
- The Brotherhood; Rat Pak Records, 2017
- Wicked Sensation Reimagined; Rat Pak Records, 2020
- Babylon; Frontiers Records, 2023